# Trakhiá
Trakhiá (Tracheia) är en ort i Grekland.   Den ligger i prefekturen Nomós Argolídos och regionen Peloponnesos, i den sydöstra delen av landet, 70 km sydväst om huvudstaden Aten. Trakhiá ligger 242 meter över havet och antalet invånare är 143.
Terrängen runt Trakhiá är kuperad.  Närmaste större samhälle är Palaiá Epídavros, 8,1 km norr om Trakhiá. 